# Badischer Tennisverband
Der Badische Tennisverband ist die Dachorganisation für badische Tennisvereine und ansässig in Leimen. Den 119.231 Mitgliedern der 685 Tennisvereine stehen 3.189 Wettspielplätze zur Verfügung.

## Gründung
Im Mai 1947 gründeten in Heidelberg neun Tennisvereine aus den Städten Heidelberg, Karlsruhe, Mannheim und Pforzheim den Nordbadischen Tennisverband (NBTV). Aus diesem sollte sich der Badische Tennisverband entwickeln. Ein Jahr später gründete sich der Südbadische Tennisverband. Der Nord- und Südverband Badens fusionierten an Neujahr 1971 schließlich zu einem einheitlichen Verband, dem Badischen Tennisverband (BTV). Waren es bei der Gründung noch 178 Vereine, so zählt der BTV im Jahr 2023 685 Vereine.

## Präsidenten
| Badischer Tennisverband e.V. | Badischer Tennisverband e.V. |
| Name                         | Jahr                         |
| ---------------------------- | ---------------------------- |
| Stefan Bitenc                | seit 2015                    |
| Uli Wiedle                   | 2014–2015                    |
| Hans-Wolfgang Kende          | 2011–2014                    |
| Bernd Greiner                | 2010–2011                    |
| Peter Nirmaier               | 2005–2010                    |
| Wolf-Dieter Späth            | 1987–2005                    |
| Werner Kilthau               | 1975–1987                    |
| Fritz Kuhlmann               | 1971–1975                    |
| Badischer Tennisverband Süd  |                              |
| O. H. Ertl                   | 1961–1971                    |
| Fredy Stober                 | 1959–1961                    |
| Bühler                       | 1951–1959                    |
| H. Kretzer                   | 1948/49–1951                 |
| Nordbadischer Tennisverband  |                              |
| Hansjörg Grünewald           | 1966–1971                    |
| Fritz Kuhlmann               | 1947–1966                    |

## Erfolgreiche Vereine
Der bedeutendste Tennisklub innerhalb des badischen Tennisverbandes ist der TK Grün-Weiss Mannheim. In den Jahren 1922, 1993, 1996, 2005, 2007 und 2010 konnte der Verein die deutsche Mannschaftsmeisterschaft erringen. Die Vizemeisterschaft errang der Verein 1924, 1999 und 2008. Zum Bundesligateam 2013 gehörten unter anderem Janko Tipsarević, Tommy Haas, Jürgen Melzer, Tobias Kamke und Benjamin Becker. Neben dem TK Grün-Weiß Mannheim machte der TC Rüppurr im Jahr 2007 auf sich aufmerksam, als die Damen-Mannschaft die deutsche Meisterschaft feierte. Weitere drei Jahre später reihte sich die Damen-Mannschaft des TC Radolfzell als drittes Team im badischen Tennisverband in die Liste der deutschen Meister ein. Im darauffolgenden Jahr wurde die Deutsche Meisterschaft verteidigt.

## Bekannte Sportler
Der BTV ist bundesweit wohl der Verband, aus dem die erfolgreichsten Tennissportler hervorgingen. Steffi Graf und Boris Becker sind bekannte Sportler, die einst im Badischen Tennisverband ihr Handwerk lernten. Letzterer war Trainer von Novak Đoković. Auch Anke Huber hat ihre Wurzeln im BTV. Sie gewann im Laufe ihrer Karriere 12 WTA Titel.

## Leistungszentren und Bezirke
Seit dem Jahr 1977 existiert in Leimen ein Landesleistungszentrum, welches anfangs aus drei Tennishallenplätzen bestand. Im Laufe der Jahre konnte der Bau zweier weiterer Hallenplätze realisiert werden. Zudem verfügt das Landesleistungszentrum über einen Fitnessraum, drei Freiplätze und einen Hartplatz. Die außerdem vorhandene Finnenbahn komplettiert die Trainingsanlage. Den Trainierenden stehen Tennis-, Fitness-, Konditionstrainer und eine Physiotherapeutin zur Seite. Des Weiteren bildet das Landesleistungszentrum B- und C-Trainer aus.
Der Badische Tennisverband gliedert sich in die vier Bezirke Rhein/Neckar-Odenwald, Mittelbaden, Oberrhein-Breisgau, Schwarzwald-Bodensee.

## Ehrenmitglieder
- 1993: Boris Becker, Steffi Graf
- 2005: Helmut Vollmar, Rudolf Müller †
- 2007: Gerhard Wörner
- 2011: Manfred Lempart †
- 2013: Anke Huber
- 2015: Gert Kindler †
- 2019: Michael David †
- 2022: Ole Müller